# Bursellia glabra
Bursellia glabra är en spindelart som beskrevs av Holm 1962. Bursellia glabra ingår i släktet Bursellia och familjen täckvävarspindlar. Inga underarter finns listade.